# Cherif Labidi
Cherif Labidi, né le 19 novembre 1936 et mort le 13 mai 2020, est un acteur tunisien.

## Biographie
Durant sa carrière, Cherif Labidi travaille notamment avec Aly Ben Ayed et la troupe de théâtre de la ville de Tunis.
Mort le 13 mai 2020, il est enterré le lendemain au cimetière de Sidi Jebali à l'Ariana.

## Filmographie

### Télévision
- 1991 : Ennes Hkeya
- 1993 : Warda
- 1995 : El Hasad
- 1996-1997 : El Khottab Al Bab
- 1998 : Achka Wa Hkayat
- 1999-2000 : Rih El Mesk

### Fawazeer Ramadan
- 1994 : Fawanis
- 1996 : Min Baad Toul Al aachra
- 1996 : Cendrilla

### Théâtre
- Lila Min Alf Lila
- Dam El Farh
- Jemaa Taht El Sour
- El Kalaa El Mobar
- El Marichar